# غرينسدالور
غرينسدالور (Grænsdalur) - بركان يقع في جنوب غرب أيسلندا بالقرب من مدينة هفيراغردي. يقع في وادي يحمل نفس الاسم. يبلغ اقصى ارتفاعه 497 متر.
يقع البركان في شرق شبه جزيرة ريكيانس. كان البركان في حالة النشاط في العصر الحديث الأقرب.

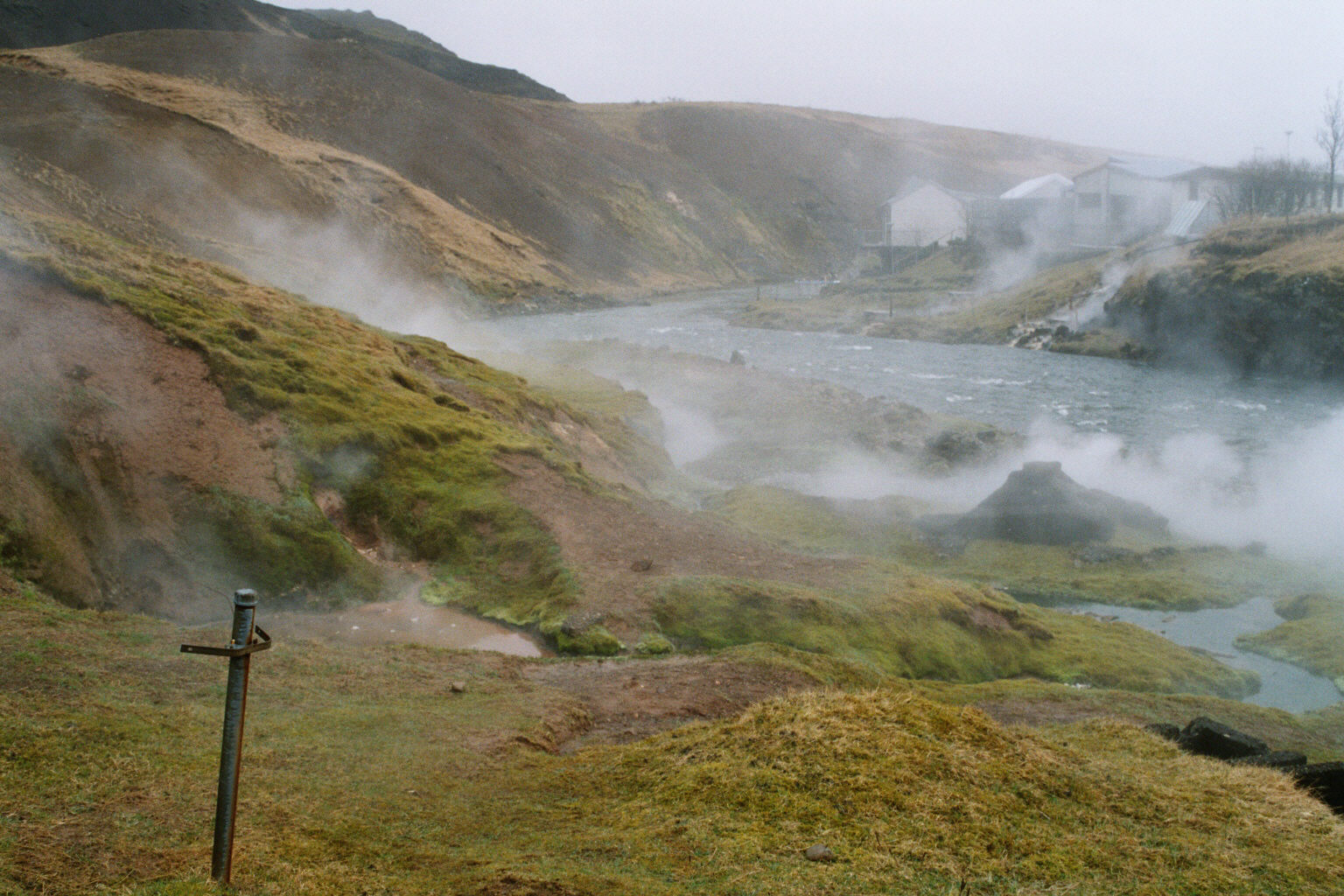

## وصلات خارجية
1-http://www.volcano.si.edu/volcano.cfm?vn=371801 .
2-http://www.norvol.hi.is/~amy/ReykjanesFieldTrip.pdf .
3-http://www.hveragerdi.is/English/ .
‌